# 馬瓜尼郡

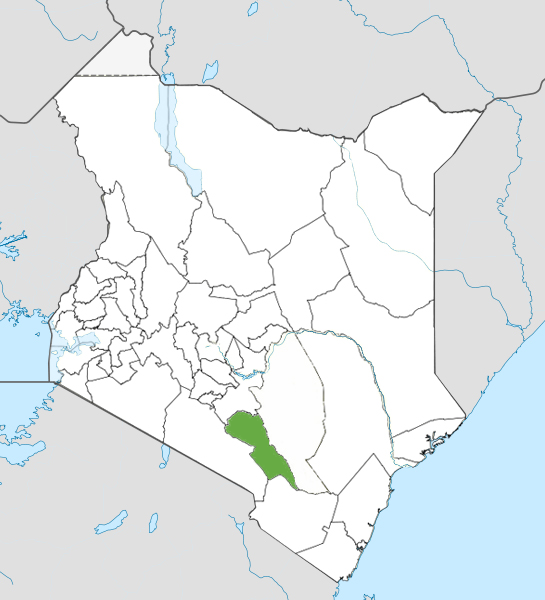

馬瓜尼郡，是肯尼亞的一個郡，位於該國東部，由東部省負責管轄，首府設於沃特，面積8,008.9平方公里，2009年人口884,527，人口密度每平方公里110.4人。